# Steve Starkey
Steve Starkey est un producteur de cinéma américain, connu notamment pour avoir produit plusieurs films de Robert Zemeckis.

## Biographie
Au début de sa carrière, Steve Starkey travaille chez Lucasfilm comme assistant au montage sur L'Empire contre-attaque et Le Retour du Jedi. Il travaille aussi au montage de plusieurs documentaires de Steven Spielberg,.
Il commence à travailler avec Robert Zemeckis en 1986 comme producteur associé sur Qui veut la peau de Roger Rabbit, puis sur Retour vers le futur 2 (1989) et Retour vers le futur 3 (1990. À la fin des années 1990, ils créent ensemble le studio ImageMovers,.

## Filmographie

### comme producteur
- 1988 : Qui veut la peau de Roger Rabbit de Robert Zemeckis
- 1989 : Retour vers le futur 2 de Robert Zemeckis
- 1990 : Retour vers le futur 3 de Robert Zemeckis
- 1992 : La Mort vous va si bien de Robert Zemeckis
- 1994 : Forrest Gump de Robert Zemeckis
- 1997 : Contact de Robert Zemeckis
- 2000 : Apparences de Robert Zemeckis
- 2000 : Seul au monde de Robert Zemeckis
- 2003 : Les Associés de Ridley Scott
- 2004 : Le Pôle express de Robert Zemeckis
- 2005 : Vacances sur ordonnance de Wayne Wang
- 2006 : Monster House de Gil Kenan
- 2007 : La Légende de Beowulf de Robert Zemeckis
- 2009 : Le Drôle de Noël de Scrooge de Robert Zemeckis
- 2010 : Milo sur Mars de Simon Wells
- 2011 : Real Steel de Shawn Levy
- 2012 : Flight de Robert Zemeckis
- 2016 : Alliés (Allied) de Robert Zemeckis
- 2018 : Bienvenue à Marwen (Welcome to Marwen) de Robert Zemeckis
- 2020 : Sacrées Sorcières (The Witches) de Robert Zemeckis

### comme monteur
- 1980 : Star Wars, épisode V : L'Empire contre-attaque d'Irvin Kershner
- 1983 : Star Wars, épisode VI : Le Retour du Jedi de Richard Marquand

## Distinctions
- Oscars 1995 : Oscar du meilleur film pour Forrest Gump, conjointement avec Steve Tisch et Wendy Finerman
- BAFTA 1995 : nomination de Forrest Gump pour le BAFA du meilleur film